# Graphiphora conjuncta
Graphiphora conjuncta är en fjärilsart som beskrevs av Schille 1924. Graphiphora conjuncta ingår i släktet Graphiphora och familjen nattflyn. Inga underarter finns listade i Catalogue of Life.